# Hilde Uray
Hilde Uray (* 2. Oktober 1904 in Schladming, Steiermark; † 3. Juni 1990 in Wien) war eine österreichische Bildhauerin und Grafikerin.

## Leben
Nach ihrer Ausbildung an der Kunstgewerbeschule Graz (1922 bis 1923, Holzschnitzerei), an der Kunstgewerbeschule Wien (1923 bis 1924, Steinbildhauerei bei Anton Hanak) und technischer Weiterbildung bei Handwerkern (Töpfer, Tischler, Steinmetz) war Hilde Uray ab 1925 freiberuflich tätig. Von 1927 bis 1948 war sie mit Hermann Leitich verheiratet und hatte zwei Kinder. In dieser Zeit führte sie den Namen Hilde Leitich bzw. Hilde Leitich-Uray.
Sie wurde am Wiener Zentralfriedhof bestattet.

## Werke

### Bildhauerwerke im öffentlichen Raum der Stadt Wien

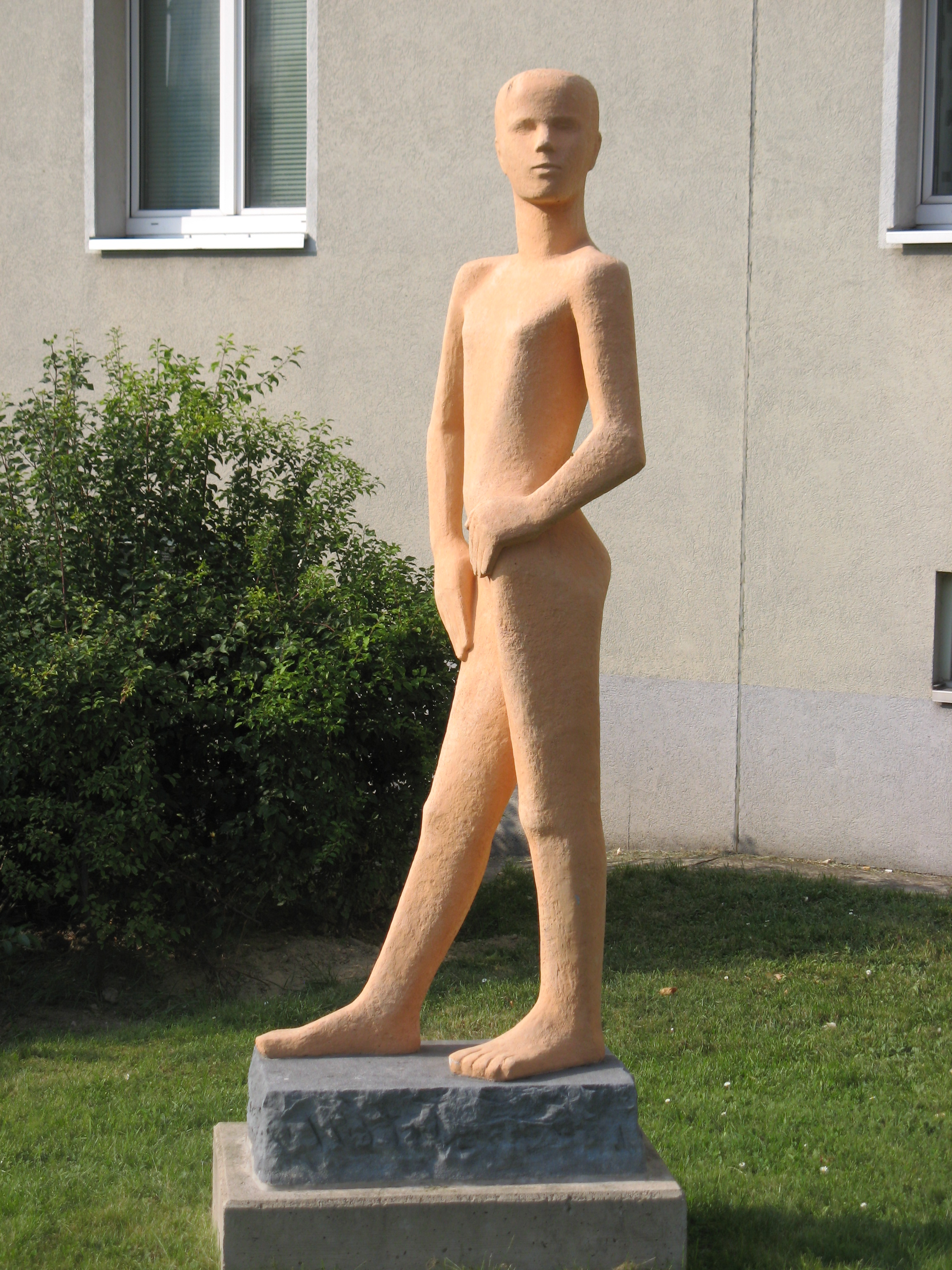
Junges Mädchen (Terracottaskulptur von 1955)

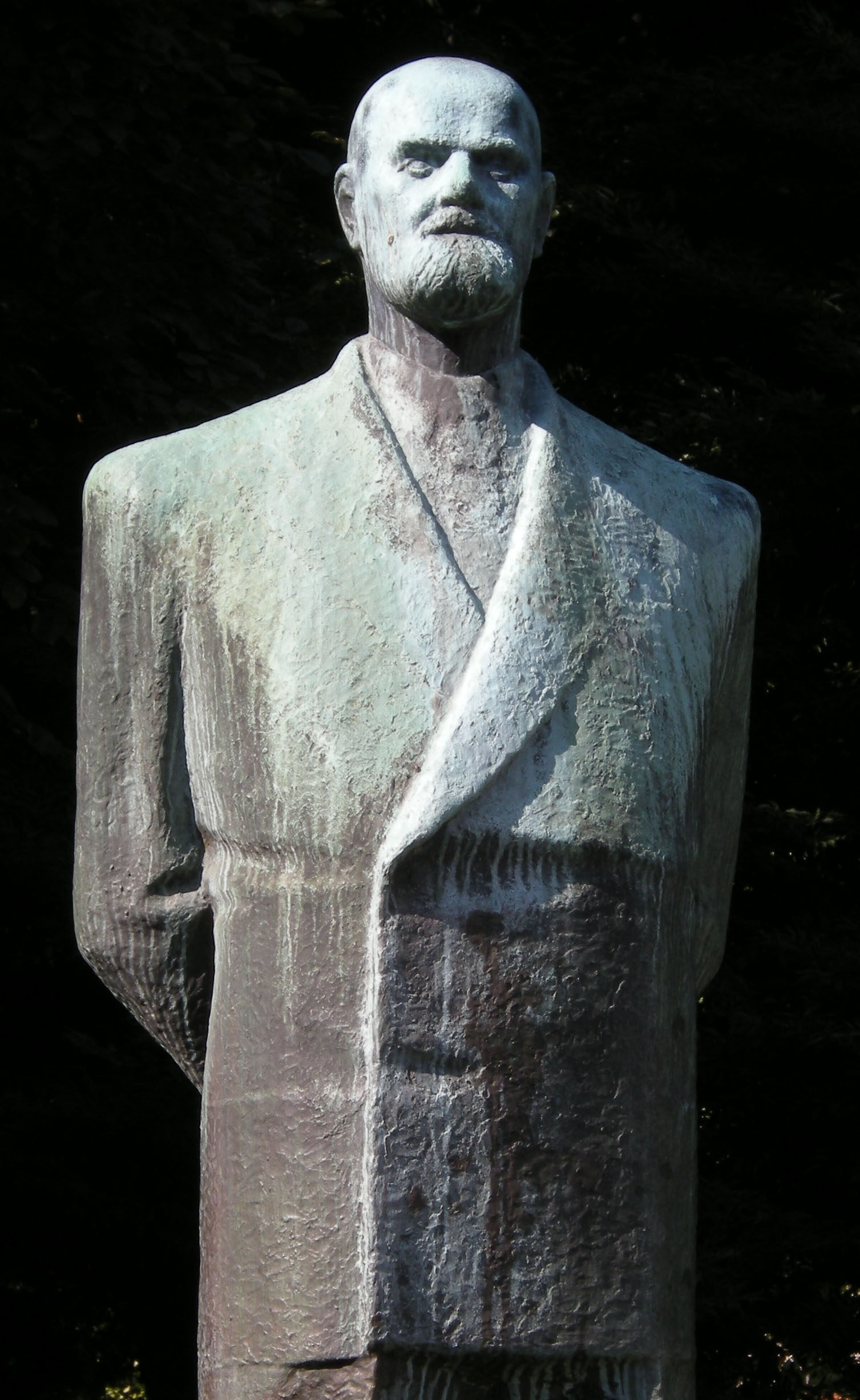
Körnerdenkmal (Rathauspark Wien)

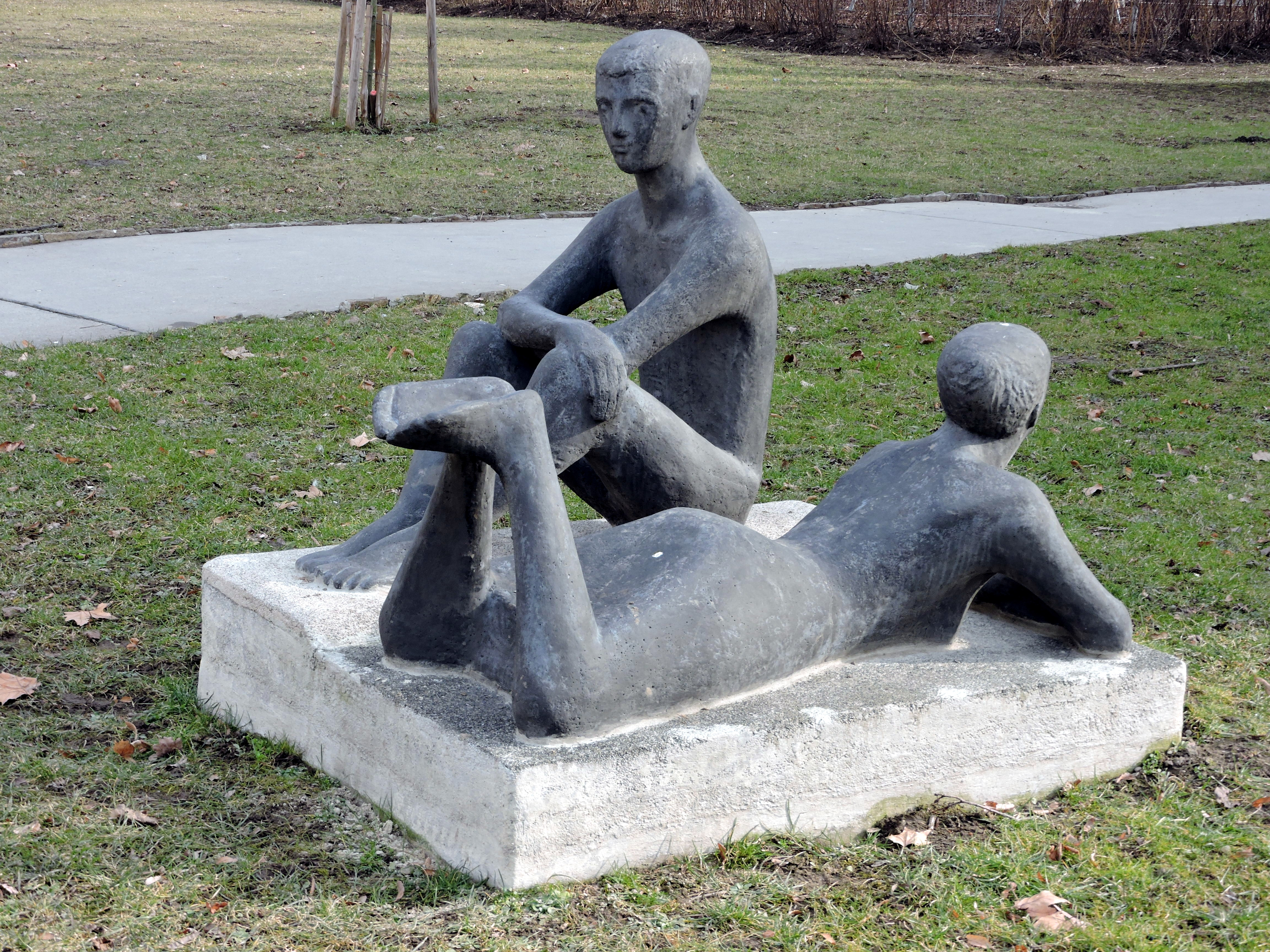
Schauende - (Skulptur 1962) im Oskar-Helmer-Hof in Wien 21.

nach Gemeindebezirken (1. – 23.) geordnet.
- 1. Universitätsring: Denkmal für Theodor Körner, 1963.[2]
- 2. Wettsteinpark: Sitzende und Liegender, 1956.
- 5. Laurenzgasse 14–18: Fries (Spielende Kinder), 1951.
- 10. Troststr./Rechberggasse: Junges Mädchen, 1955.
- 12. Unter-Meidlingerstraße 16–18, Zwei Ruhende, 1958.
- 14. Hadersdorf, Hauptschule: Brunnen, 1959.
- 14. Hadikg./Hackingerstraße: Sphinx, 1954.
- 14. Hugo-Breitner-Hof: Sterngucker, 1954.
- 15. Christkönigskirche: Altar "Sechs Lichtträger" (Holzschnitzerei), 1932.
- 18. Pötzleinsdorfer Schlosspark: Junges Paar, 1961.
- 19. Heiligenstädter Straße 151, Volksheim: Gespräch (Lehrer und Schüler), 1956.
- 20. Kapaunplatz: Reliefs (3 Torumrahmungen), 1953.
- 21. Oskar-Helmer-Hof (Strebersdorf): "Schauende" (Skulptur), 1962
- 23. Breitenfurterstr./Loosgasse: Mutter, 1956.

### Weitere Werke
Einige ihrer Bildhauerarbeiten befinden sich in kirchlichem Besitz und im Besitz des österreichischen Bundesministeriums für Unterricht und der Stadtgartendirektion Wien. Porträtbüsten (Karl von Terzaghi, Franz Schmidt) stehen in öffentlichen Gebäuden in Wien. Zahlreiche Porträtbüsten, Kleinplastiken und Graphiken sind in privatem Besitz. Als Publikation ist das Buch  "Roma Citta Eterna" (16 Zeichnungen, Edition Tusch 1975, ISBN 3-85063-040-4) verfügbar.

## Ausstellungen
Uray hatte von 1929 bis 1954 Ausstellungen in Wien, Graz und Linz und nahm an Ausstellungen in Mailand, Turin, Genua, Hamburg und  Düsseldorf teil. Zuletzt veranstaltete der Werkbund Wien 1985 eine Hilde Uray Gedächtnisausstellung (Galerie in der Schmiede, 1010 Wien).

## Auszeichnungen
- 1929: Ehrenpreis der Stadt Wien für das Gesamtschaffen.
- 1932: Österreichische Staatsmedaille für das Gesamtschaffen.
- 7. März 1980: Ehrenmedaille der Bundeshauptstadt Wien in Silber.

Daneben erhielt sie weitere Preise in Graz (1923 und 1925) und Wien (1954 und 1960).